# Nybron, Härnösand
Nybron är en öppningsbar bro över sundet mellan Härnön och fastlandet i Härnösand. Namnet kommer av att den anlades under 1800-talets senare del då det redan tidigare fanns en broförbindelse mellan Härnön och fastlandet via Mellanholmen. Nybrogatan som passerar denna bro utgår från järnvägsstationen och skär genom stadens centrum. Vid denna gata liksom vid Skeppsbron, Köpmangatan och Storgatan byggdes stenhus av större format kring sekelskiftet 1900. På grund av det utsatta läget omtalas bron ibland av härnösandsborna som den plats där det oavsett tid på året och dygnet alltid blåser.